# Perizoma rhombifascia
Perizoma rhombifascia är en fjärilsart som beskrevs av W. Warren 1905. Perizoma rhombifascia ingår i släktet Perizoma och familjen mätare. Inga underarter finns listade i Catalogue of Life.